# Hermannsburgmissionen
Hermannsburgmissionen var en missionsverksamhet, som utgick från den av Ludwig Harms grundade missionsskolan i Hermannsburg på Lüneburgheden och tog intryck av den strängt lutherska befolkningen i trakten.
De första missionsärerna sändes ut 1853. Flera missonsfält, men under 1900-talet minskade verksamheten, och sedan man vid första världskriget upphört med sin mission i Indien fanns endast verksamheten i Betsjuanaland i Sydafrika kvar. Missionen var till en början "kolonialmission", och man försökte efter hemlandets mönster grunda åkerbrukskolonier.